# El Bronx
 (mai 2020).
Si vous disposez d'ouvrages ou d'articles de référence ou si vous connaissez des sites web de qualité traitant du thème abordé ici, merci de compléter l'article en donnant les références utiles à sa vérifiabilité et en les liant à la section « Notes et références ».
El Bronx : Amar será su salvación ou tout simplement El Bronx est une telenovela colombienne écrite par Gustavo Bolivar et produite par Fox Telecolombia et Caracol Televisión sur la base des événements qui se sont produits dans la région de El Bronx, un endroit situé dans le centre de Bogota, où les gens vivaient dans la misère, la drogue et le crime.
Elle est diffusée entre le 29 janvier 2019 et le 27 mai 2019 sur Caracol Televisión.
En Afrique, elle est diffusée sur Startimes Novela F PLus. En France, elle est disponible sur le site 6play.

## Synopsis
L'histoire tourne autour du « Bronx », un secteur situé dans le centre de Bogotá et qui fut pendant des années, l'un des endroits les plus dangereux de Colombie. Andrés et Juliana sont deux jeunes qui, par indécision, finissent par entrer dans le «Bronx». Tous les deux, ainsi que d'autres personnes qui ont vu leurs vies, comme entraînée à travers cet endroit grâce à la pauvreté, la misère, la drogue et le crime organisé, cherchant à risquer leur vie à chaque instant. Pour cela, ils cherchent à trouver le bonheur qu'El Bronx a arraché.

## Distribution
- Rosmeri Marval : Juliana Luna[1]
- José Julián Gaviria : Andrés Cárdenas
- Rodrigo Candamil : Gerardo Noriega
- Natasha Klauss : Sara de Noriega
- Ramiro Meneses : Carlos Luna
- Ella Becerra : Rubiela Gómez
- Marcela Gallego : Patricia
- Santiago Soto : Lorenzo Kölher
- Jim Muñoz : Manolo Franco
- Juan Carlos Messier : Alfredo Venegas
- Sandra Guzmán : María «Marucha»
- Hans Martínez : Jorge Tovar
- Lina Castrillón : Carmen Andrade[2]
- Ginna Parra : Camila Noriega
- Alejandra Crispin : Estrella
- Juan Felipe Muñoz : Raya
- Adrián Sánchez : Cicatriz
- Jonathan Bedoya : Nicolás Noriega
- Juan Millán : Fernado
- Lucho Velasco : El Ganzo
- Johanna Castraño : Perla
- Marta Nieto : Judith Paz
- Diana Motta : Nina
- Alina Lozano : Helena
- Diana Herrera : Karen
- Julián Farietta : Chico
- Eileen Roca : Mónica
- Gustavo Ángel : Luciano Sanin
- Ana Wills : Gabriela
- Mauricio Navas : Milton Neira
- Tatiana de los Ríos : Parca
- Rafael Arturo Uribe : Caracha
- María Teresa López : Gladys
- Laura Hernández : Nicole
- Chris Maither Pestana : Stella
- Dubán Prado : San Andres
- Cristian Madrigal : Gomelo
- Lenard Vanderaa : Sergio Torrijos
- Felix Mercado : Formol
- Diana Mendoza Solano : Paloma
- David Guerrero : Jaime
- Carlos Manuel Vesga : Marlon Galeano "Picasso"
- Alejandro Gutiérrez : Botero
- Fabian Villa : Carlos Rodríguez
- Ivonne Gómez : Pilar
- Eliana Diosa : Suarez
- Yulieth Giraldo : Marcela Gómez
- Felipe Giraldo : Manuel Rojas
- Christian Ramos : Jorge Sastoque
- Eleazar Osorio : Alvaro Otalvaro

## Production
Le tournage de la série a commencé le 5 juin 2017 et est enregistré au format 4K Ultra HD.  L'action se déroule dans la ville de Bogotá dans les studios Fox Telecolombia recréant divers détails du Bronx avec le soutien de la police, ce qui a pu permettre à la police d'entrer dans la production pour voir certaines caractéristiques du lieu.  Dans le tournage, plusieurs extras ont été utilisés et certaines histoires des personnages étaient basées sur des événements réels.